# 源氏物語60巻説
| 源氏物語五十四帖 |        |    |        |
| 各帖のあらすじ   |        |    |        |
| 帖               | 名     | 帖 | 名     |
| 1                | 桐壺   | 28 | 野分   |
| 2                | 帚木   | 29 | 行幸   |
| 3                | 空蝉   | 30 | 藤袴   |
| 4                | 夕顔   | 31 | 真木柱 |
| 5                | 若紫   | 32 | 梅枝   |
| 6                | 末摘花 | 33 | 藤裏葉 |
| 7                | 紅葉賀 | 34 | 若菜   |
| 8                | 花宴   | 35 | 柏木   |
| 9                | 葵     | 36 | 横笛   |
| 10               | 賢木   | 37 | 鈴虫   |
| 11               | 花散里 | 38 | 夕霧   |
| 12               | 須磨   | 39 | 御法   |
| 13               | 明石   | 40 | 幻     |
| 14               | 澪標   | 41 | 雲隠   |
| 15               | 蓬生   | 42 | 匂宮   |
| 16               | 関屋   | 43 | 紅梅   |
| 17               | 絵合   | 44 | 竹河   |
| 18               | 松風   | 45 | 橋姫   |
| 19               | 薄雲   | 46 | 椎本   |
| 20               | 朝顔   | 47 | 総角   |
| 21               | 少女   | 48 | 早蕨   |
| 22               | 玉鬘   | 49 | 宿木   |
| 23               | 初音   | 50 | 東屋   |
| 24               | 胡蝶   | 51 | 浮舟   |
| 25               | 蛍     | 52 | 蜻蛉   |
| 26               | 常夏   | 53 | 手習   |
| 27               | 篝火   | 54 | 夢浮橋 |

源氏物語60巻説（げんじものがたりろくじっかんせつ）または源氏物語60帖説（げんじものがたりろくじゅうじょうせつ）とは、「源氏物語が全部で60巻から構成される。」とする説である。

## 概要
源氏物語は、現在一般的には「全部で54の巻から構成されている」とされている。これに対して古くは37巻、あるいは28巻などとする数え方も存在したが、これらは並びの巻を本の巻に含めて数えたり宇治十帖を全体で1巻と数えるためであって、その内容・範囲が54巻からなる現在の一般的な源氏物語と異なるわけではない。これに対して源氏物語が60巻から構成されるとする説は古くは鎌倉時代から事実、ないしは秘説として「源氏物語のおこり」などさまざまな文献において広く伝えられてきたが、江戸時代になって本居宣長ら国学者たちによって「妄説」として否定されて以後、事実とは考えられないようになった。またこの説が否定されるようになって以後は、この60巻という数字は実際に存在する巻数を数えた物ではなく仏教的な観点から源氏物語の価値を高めるために仏教経典の天台60巻になぞらえた抽象的な巻数であると考えられてきた。しかしながら近年寺本直彦などによってこの「源氏物語60巻説」が何らかの事実の反映である可能性が指摘されている。

## 源氏物語60巻説の展開

### 源氏物語60巻説が現れる文献
以下のような文献に「源氏物語が60巻から構成されている」とする説（あるいはそれを前提とした記述）が残されている。
- 『無名草子』
- 『今鏡』
- 『源氏一品経』
- 『光源氏物語本事』
- 『源氏物語のおこり』
- 『宝生流謡曲源氏供養』
- 『十二段草子』古浄瑠璃。作者未詳室町 中期以後に成立した御伽草子による語り物で、牛若丸と浄瑠璃姫との恋物語を脚色したもの。近世初期に流行したもの。
- 『今はむかし物語』[1]

特にこの中の「源氏物語のおこり」などいくつかの文献では、「源氏物語が実は60巻から構成されている」ということについて、「紫式部が仏の導きによって『源氏物語』全60帖を完成させた後60帖のうち6帖は秘伝として某所に隠され、54帖のみが世に広まることになった。」と詳しく事情を説明している。
なお、これまで源氏物語を60帖であるとする文献で具体的に巻名をあげた文献は存在しないと考えられてきた。そのような中で、島原松平文庫蔵本でのみ知られる祐倫なる尼が室町時代後期に著したとされる『光源氏一部謌』には、桐壺巻の
命婦は、「まだ大殿籠もらせたまはざりける」と、あはれに見たてまつる。御前の壺前栽のいとおもしろき盛りなるを御覧ずるやうにて、忍びやかに心にくき限りの女房四五人さぶらはせたまひて、御物語せさせたまふなりけり。
の一節に「源氏物語を60巻と数えるときにはここから先を壺前栽という別の巻としている」という注釈が加えられていることが発見されている。

### 雲隠六帖と源氏物語60巻説
室町時代に作られたと見られる源氏物語の補作「雲隠六帖」は全6巻から構成されている。これは、もとから源氏物語として知られていた54帖にこの雲隠の6帖を加えて源氏物語を全60巻になるようにするためだと考えられている。

### 江戸時代の版本と源氏物語60巻説
江戸時代の代表的な『源氏物語』の刊本をみると、以下のように通常の意味では「源氏物語の巻」とは呼べないようなものをいくつか加えるという方法によって全60冊になる形で出版されているものがいくつか存在しており、これも源氏物語60巻説の影響であると考えられている。
- 『絵入源氏物語』
『源氏物語』本文54冊に、「源氏目案」3冊、「引歌」1冊、「系図」1冊、「山路露」1冊を加える
- 『源氏物語湖月抄』
『源氏物語』本文55冊（「若菜」上下巻と本文が存在せず注釈のみが書かれている「雲隠」を共に数に入れる。）に、「系図」、「年立」などからなる「首巻」5冊を加える

## 源氏物語が60巻である可能性
前述のように、本居宣長以降はこの源氏物語が60巻であるとする説は一般的には事実とは考えられていない。しかしながら一部にこの源氏物語が60巻であるとするのは何らかの事実の反映であるとする見解が存在する。これには大きく分けて、
- 現在一般的な54巻に他の巻を加えて60巻にするとする説
- 現在一般的な54巻の巻の分け方を変えて60巻にするとする説

の二つが存在する。

### 他の巻を加えて60巻にする説
白造紙や古系図に附されている古い時代の巻名目録では、しばしば現在最終巻とされている巻である夢浮橋の後に巣守・桜人・狭筵等のいくつかの巻を並べて54より多い巻数を並べていることがあり、これらにはしばしば「無き本もあり」（白造紙）・「後人（あるいは清少納言・赤染衛門といった紫式部ではない人物）の作り添えた巻」（古活字版源氏小鏡・『九条稙通自筆本山路の露』）・「流布本に無し」・「巻に数えず」・「54帖のほかの巻」（古活字版源氏小鏡）といった注記を加えられているが、以下のようにいくつかの文献では全体で60巻になるようになっている。
- 桃園文庫旧蔵本源氏小鏡では54帖のほかの巻として巣守・桜人・狭筵がそれぞれ2巻ずつの計6巻あるとされており、これを54巻に加えると丁度60巻になるようになっている。
- 南北朝時代成立と見られる源氏物語の注釈書である宮内庁書陵部蔵『源氏秘義抄』の冒頭の巻名一覧[4]、永正本『源氏系図』、太宰府天満宮蔵『源氏論議』に付された『源氏目録次第』などで、「一すもり」、「二やつはし」、「三さしくし」、「四花見」、「五さかのみや一」、「六さかのみや二」の6帖を「すもり六帖」とし、赤染衛門作であるとしており、現行の54帖にこの6帖を加えた全60帖を源氏物語であるとしている。
- 光源氏物語本事では「庭云、この五十四は本の帖数也、のちの人桜人すもりさかの上下さしくしつりとのの后なといふ巻つくりそへて六十帖にみてむといふ。本意は天台の解尺をおもはへたるにや」と述べて54帖説と60帖説の両方をあげた上で、60帖説についてもちょうど60になるように巻名を挙げている[5]。

### 巻の分け方を変えて60巻にする説
寺本直彦は、以下のようにある文献ではある巻の異名とされる巻名が別の文献ではその巻の並びの巻とされていることがあるなど、異名と並びがしばしば「接触」している現象が存在することを見いだし、それを根拠として、「源氏物語における巻名の異名とは、かつて別々の巻であったものが一つの巻になったときの統合された方の巻の名前が残った痕跡であり、並びの巻とはかつて一つの巻であったものが分割されたことの痕跡である。源氏物語の巻には、1巻にまとめて扱われたり、数巻に分けて扱われたりする、巻数として流動的な存在である巻がいくつかある。」として現在内容を確認することが出来る文献の範囲内ではそのような現象を認められない異名や並びの巻についても同じような可能性を想定した。それを元に「現在1巻と数えられている巻のうちのいくつかの巻を複数巻に分割して数えることによって現在54帖とされている源氏物語のほぼ同じ範囲・内容のものを60巻と数えるような数え方が存在したのではないか。」とした。
- 桐壺 - 壺前栽
- 若菜上 - 若菜下
- 東屋 -「狭筵」（故実書『拾芥抄』など）
- 宿木 - 貌鳥
- 夢浮橋 - 法の師

- 壺前栽について、奥入には、「桐壺 このまき一の名　つほせんさい　或本分奥端有此名謬説也　一巻之二名也」（現在桐壺と呼ばれている巻に「壺前栽」という異名があり、さらに現在の「桐壺」に相当するものが「壺前栽」と「桐壺」という二つの巻に分かれている「或本」があった。）との注釈が記されている[7]。
若菜巻について、かつては白造紙のように全体を1巻と数える数え方が主流であったが、その後この巻を2巻に分割して若菜上・若菜下とした上で、若菜下を若菜上の並びの巻とするという数え方が主流となっており、また上巻が「箱鳥」の異名で、下巻が「諸鬘」の異名で呼ばれる（河海抄）のに対し、上下巻を合わせたときも「箱鳥」の異名で呼ばれること（異本紫明抄）がある。また『源氏秘義抄』や『源氏抄』（明応二年奥書本）では巻名目録において「わかな　上下もろかずら二巻」としている一方で、その後の各巻の巻名歌を挙げる部分では「わかな」の巻名歌を挙げたあとで「ならひもろかずら」の巻名歌を挙げている。
貌鳥巻については宿木巻の異名とする文献（『紫明抄』・『河海抄』、『源氏大鏡』・『源氏小鏡』）が主流と言えるものの、宿木の並びの巻であるとする文献（『源氏秘義抄』（宮内庁書陵部蔵）[8][9][10]、『源氏抄』（桃園文庫旧蔵東海大学現蔵・明応二年（1493年）奥書本）[11][12][13]、『光源氏抜書』（桃園文庫旧蔵））もいくつか存在し、中でも「為氏本源氏物語古系図」では末尾の巻名目録において「かほとりやとりき」と記して[14]、目録末尾に「桐壺から夢浮橋まで五十五帖」と通常より1帖多い55帖という帖数を記している
狭筵について、故実書『拾芥抄』（前田尊経閣文庫本）に収められた「源氏物語巻名目録」では「卅二　東屋」に小文字で「狭席イ」」（「イ」はおそらく異名の意味）と付記されている。
- 浮舟の異名または並びとしての「狭筵」
「源氏小鏡」のいくつか、京都大学蔵本、大阪市立大学蔵本、天理大学天理図書館蔵本などには、浮舟巻に「狭筵」の異名を挙げている。
法の師について、源氏釈において、「三十六 夢浮橋」の後に続く巻として、「三十七 のりのし」なる名前の巻が巻名のみ挙げられていることから源氏釈は現在本文が残っている通りに「夢浮橋」の後に「法の師」という巻が存在した源氏物語を対象に注釈を加えたのであり、その後この二つの巻が合わさって一つの巻になり、「法の師」が現在の「夢浮橋」の後半部分になるとともに「夢浮橋」が「法の師」の異名を持つようになったのではないかとしている[15][16]。